# Tour du Calvados
Le Tour du Calvados est une course cycliste française, organisée de 1908 à 1955 à Caen dans le Calvados.

## Palmarès
| Année | Vainqueur                      | Deuxième                      | Troisième                                |
| ----- | ------------------------------ | ----------------------------- | ---------------------------------------- |
| 1908  | Lorphelin                      | Henri Capron                  | Vaussy                                   |
| 1921  | Robert Loret                   | Pierre Amiard                 | Désiré ou Leonard Lepaule                |
| 1922  | Eugène Léveillé                | Maurice Arnoult               | Pierre Amiard                            |
| 1923  | Maurice Arnoult                | Pierre Amiard                 | Paul ou Hector Denis                     |
| 1924  | Roger Marye ou Eugène Léveillé | Louis Martin ou Michel Marius | Georges Moisson ou André Martin          |
| 1925  | Maurice Arnoult                | Eugène Dhers                  | Pierre Amiard                            |
| 1926  | Maurice Arnoult                | Pierre Amiard                 | Henri Catelan                            |
| 1927  | Eugene Philippe                | Pierre Amiard                 | Louis Stanislas ou Pierre Stamper        |
| 1928  | Auguste Pitte                  | Eugène ou Claude Guilbert     | Charles Bettencourt ou Narcis Betancourt |
| 1929  | Auguste Pitte                  | Max Paumier                   | Fernand Perdriel                         |
| 1930  | Jean Fontenay                  | Auguste Pitte                 | Max Paumier ou Paul-Max Pannier          |
| 1938  | René Bernard                   | Paul Corallini                | Jean Fontenay                            |
| 1939  | Georges Dubreuil               | Alphonse Leboulanger          | Georges Vey                              |
| 1944  | Yves Cavan ou Maurice Cacheux  | Pierre Delepine               | Aldo Bertocco                            |
| 1945  | Roger ou Georges Boutet        | Henri Aubry                   | Georges Martin                           |
| 1946  | Joseph Martin                  | André Bellavoine              | Roger Queugnet                           |
| 1947  | Lucien Lauk                    | André Brulé                   | Louis Negroni                            |
| 1948  | Maurice Hougron ou Mario Fazio | Nello Sforacchi ou Jean Bozec | Philippe Martineau                       |
| 1949  | Maurice Quentin                | André Forget                  | Roger Creton                             |
| 1950  | André Gallis                   | André Rouille                 | Maurice Carpentier                       |
| 1951  | François Mahé                  | Raymond Scardin               | Robert Chapatte                          |
| 1952' | Roland Danguillaume            | François Mahé                 | Camille Clerambosq                       |
| 1953  | Armand Darnauguilhem           | Jean Delahaye                 | Hervé Prouzet                            |
| 1954  | Michel Vuylsteke               | André Ruffet                  | Dave Bedwell (en)                        |
| 1955  | Joseph Morvan                  | Eugène Letendre               | Jean Leullier                            |